# Arnold Peter Møller
Arnold Peter Møller, kendt som A.P. Møller (2. oktober 1876 i Dragør – 12. juni 1965 i København) var en dansk grosserer og skibsreder i A/S Dampskibsselskabet Svendborg og Dampskibsselskabet af 1912 A/S.

## Opvækst og læreår
Døbt i Store Magleby Kirke – 9. barn og 5. søn, ud af en søskendeflok på 12, af skibskaptajn Peter Mærsk Møller (1836–1927) og Ane "Anna" Hans Jeppesen (1842–1922).
Efter skoletiden kom han som 14-årig i købmandslære i Sorø. Den sparsomme fritid brugte han på at lære engelsk og tysk. Som 20-årig skiftede han til rederibranchen; indledningsvist som voluntør ved en af faderens kontakter i Newcastle. Derefter fik han ansættelse i Königsberg (nu Kalingrad). I 1899 stiftede han som 23-årig rederiet Dansk Russisk Dampskibsselskab i Sankt Petersborg og fra 1901 var han leder af af flåden på 11-skibe. I 1903 ønskede han at komme tilbage til København og fandt let ansættelse hos C.K. Hansen, datidens største rederi- og mæglervirksomhed, hvor han blev leder af befragtningsafdelingen.:25

## Rederierne
D/S Svendborg havde han stiftet i 1904 sammen med sin far, kaptajn Peter Mærsk Møller, men ønskede at oprette et nyt dampskibsselskab, hvori han selv havde det afgørende ord. Dette selskab, D/S 1912, blev stiftet i 1912.

## Før og under besættelsen

### Støtte til Nationalt Samvirke
I bogen Forræderi på Første Klasse af journalist Asger Liebst blev det fremført at A.P. Møller før krigen støttede den tidligere konservative leder Victor Pürschel, der oprettede det højreorienterede parti Nationalt Samvirke. Kilden er to maskinskrevne breve fra skibsrederen til Pürschel, som dokumenterer pengebidrag på henholdsvis 12.500 kr. og 10.000 kr. før og efter folketingsvalget 3. april 1939. A.P. Møller kritiserer dog også Pürschels valgopråb.

### Riffelsyndikatet
Før og under besættelsen var A.P. Møller medejer af Dansk Riffel-syndikat, der før krigen fremstillede våben til den danske hær og under krigen blev brugt af tyskerne til at levere våben til værnemagten. Den 10. maj 1943 blev Riffelsyndikatet udsat for en sabotageaktion. Det førte til en henvendelse fra A.P. Møller til Erik Seidenfaden, Politikens korrespondent i Stockholm, som blev bedt om at »give London besked på at bringe sabotagen til ophør«. Den 22. juni 1944 blev Riffelsyndikatet igen udsat for sabotage af modstandsgruppen BOPA.
Dansk Riffelsyndikat blev efter befrielsen kendt skyldig i værnemageri og pålagt en bod på et beløb, der svarer til næsten 100 millioner kroner i nutidens værdi, for at have leveret våben til Tyskland.

### Tale i Studenterforeningen
Ved Studenterforeningens nytårsfest den 7. februar 1942 holdt A. P. Møller en tale med udgangspunkt i Rasmus Rasks ord "Sit Fædreland skylder man alt, hvad man kan udrette". Talen kredser om selvhjulpenhed eller "værnevilje" som ideal og nødvendighed for både nationen og det enkelte menneske. Den aktuelle samtid omtales som "den Ulykke og Fornedrelse, der er overgaaet vort Fædreland" eller "den Afgrund, hvori det nu befinder sig". Det er ikke helt klart om der henvises til besættelsen, verdenskrigen som sådan eller den økonomiske situation, men talen fokuserer på samfundsøkonomiske forhold og deres baggrund. I talen kritiseres den danske sociallovgivning og lønudvikling for at bevirke øget arbejdsløshed, højere priser og ringere national produktivitet, men især for at være en "stemmekøbspolitik" som skaber lediggang og ødelægger befolkningens selvopholdelsesevne. Møller antyder en sammenhæng med det manglende nationale forsvar og påpeger: "Den Værnevilje, det [folket] ikke har villet bruge til eget bedste, bliver da taget i Brug af Fremmede – men tvangsmæssigt." Han opfordrer handlende og landmænd til, for landets bedste, ikke at tage højere fortjeneste end nødvendigt, og påpeger at den offentlige administration er en byrde, hvis den bliver for stor. Om de politiske tilstande siger han: "Den udbredte Parlamentslede i det danske Folk har sin store Berettigelse, og vort Folkestyre maa enten blive renere og bedre eller ændres." Selvkritisk siger han:
"Skulde nu nogen i denne Sal, eller uden for denne Sal, mene, at jeg stiller større Krav, end jeg opfylder selv, vil jeg dertil sige: Deri kan I vist have Ret, men ikke desto mindre er de Sindelagskrav, jeg her har fremført, rigtige, og de er ikke større eller anderledes, end at de naturligt bør være Ledestjerne for et Folk som det danske."
Afslutningsvis siger Møller at "uanset hvordan Krigen ender, vil Danmark gaa ud af den nuværende Tilstand som et fattigt Land med vanskelige Erhvervsforhold", men han foreslår at følge svenske og finske eksempler på nationalfølelse, sparsommelighed "personlig Selvhjulpethed" og navnlig oprette et nordisk fællesskab:
... Sikkerhed for vort og andre nordiske Folks Bestaaen gennem Tiderne som nordiske Folk maa efter min Mening søges i en nær nordisk Sammenslutning rettet hverken mod Øst, Syd eller Vest, men til fælles Hjælp og Forsvar. At dette set paa langt Sigt vil være i alles Interesse, ogsaa i tysk Interesse, føler jeg mig overbevist om. Gennemførelsen bliver nordiske Statsmænds Opgave. Ret for den enkelte, Bonde som Borger, til frit at tro, tænke, tale, læse, høre og arbejde, Frihed for Nationen, Fred og Uafhængighed for Norden under gavnlig Vekselvirkning med Omverdenen, staar for mig som Idealet og Maalet.
Uden for manuskript nævnte A.P. Møller en passage fra Mein Kampf om forsvarsvilje og bemærkede, at heri havde Hitler ret som i så meget andet. Oplysningen om citatet findes blandt andet i Politikens reportage. Dette skulle have fået flere tilhørere til at udvandre.
Talen blev oftest refereret uden kommentarer i borgerlige aviser. Det radikale Fyns Venstreblad kritiserede Møller for at afvise "alt det, som de sidste Aartiers demokratiske Udvikling i Danmark har bygget op", især arbejdernes indsats. Den socialdemokratiske presse og formanden for Sømændenes Forbund påpegede at Møller havde sendt mange sømændskoner til socialkontoret for at søge understøttelse, fordi rederiet nægtede at udbetale hyre for sømænd på skibe, der blev konfiskeret af de allierede efter 9. april 1940. Rederiet tilbageviste påstanden. Efter krigen blev Møllers udtalelser om folkestyret i denne tale og i andre sammenhænge undersøgt af Den parlamentariske Kommission, der efterforskede landsskadelig virksomhed under besættelsen.

### Maj Wechselmanns film
I 1986 vakte dokumentarfilmen Ingen Hamlet på Kronborg i år opsigt med sin beskrivelse af den kommunistiske danske modstandsbevægelse og dansk erhvervslivs samarbejde med besættelsesmagten. Filmen var instrueret af den kontroversielle dansk-svenske instruktør Maj Wechselmann, hvis jødiske forældre selv var kommunister og modstandsfolk i BOPA. Filmen beskyldte blandt andet da afdøde A. P. Møller for nazistiske sympatier.
Offentlig fremvisning af filmen i Danmark blev indstillet, efter at hans søn, skibsreder Mærsk Mc-Kinney Møller, henvendte sig til en række institutioner, til svensk fjernsyn, som havde vist filmen, og til den danske offentlighed. Mærsk Mc-Kinney Møller udtalte sig til svensk fjernsyn, hvor han afviste at faderen skulle have næret nazistiske sympatier. Han fortalte at han var i besiddelse af personlige breve, som skulle bevise dette.

## Familieliv
A.P. Møller blev gift den 30. april 1910 i Mayview, Missouri, USA med Chastine Estelle Roberta Mc-Kinney Møller kaldet "Chassie" (født 13. september 1881 i Kentucky, USA).
"Chassie" døde 18. september 1948, og fire år senere giftede A. P. Møller sig med Pernille Ulrikke Amalie Nielsen (1886–1972) født i Norge.
Arnold Peter Møller døde i 1965 og blev begravet på Hellerup Kirkegård ved siden af "Chassie".

### Børn (alle fra første ægteskab)
1. Sally Mc-Kinney Møller, (15. februar 1912 – 19. september 1989).
2. Arnold Mærsk Mc-Kinney Møller, (13. juli 1913 – 16. april 2012).
3. Hans Mc-Kinney Møller, (1915 – 1934).
4. Jane Mc-Kinney Møller, (1. januar 1926 – 4. januar 2002).